# Черняк, Тимофей Викторович
Тимофе́й Ви́кторович Черня́к  (14 февраля 1891 — 11 августа 1919) — офицер военного времени Русской императорской армии, участник Гражданской войны — один из организаторов красногвардейских и партизанских отрядов на Украине, комбриг Украинской советской армии.

## Биография
Родился в селе Воробьёвка Новгород-Северского уезда Черниговской губернии (ныне Новгород-Северский район Черниговской области Украины) в крестьянской семье.
До 1912 года — чернорабочий, грузчик на сахарном заводе в Костобоброве (Черниговской губернии). За революционную деятельность в 1912 уволен с завода. Переехал в Харьков.
В 1912 году был призван в армию.
Участник Первой мировой войны — Георгиевский кавалер, унтер-офицер, с июля 1917 — прапорщик,  19-го пехотного Костромского полка. 
С 1917 года — большевик.
После  Октябрьской революции 1917 года, демобилизовавшись с армии, вернулся на родину и принял активное участие в установлении там советской власти. Был первым комендантом Новгород-Северска и первым военкомом Новгород-Северского уезда. Сформировал и возглавил красногвардейский отряд в составе 73 человек, который, после оккупации уезда кайзеровскими войсками, перешёл к партизанским действиям. Отряд, достигнув численности 300 человек (за счёт, в основном, опытных фронтовиков), громил немецкие обозы и небольшие гарнизоны, но вскоре потерпел поражение. Вышедшие к Трубчевску остатки отряда Черняка влились в состав 1-го Трубчевского революционного батальона.
Летом 1918 года Черняк командовал повстанческими отрядами в «нейтральной зоне» (на границе Советской России и Украинской Державы). В конце августа 1918 года отряд Черняка разгромил крупный гарнизон немцев в с. Воробьёвка, были взяты большие трофеи.
22 сентября 1918 года были приняты решение ЦК КП(б)У и приказ ЦВРК о формировании на Украине двух «красных» дивизий, 1-й и 2-й повстанческих. В 1-ю дивизию вошли 1-й Богунский полк Н. Щорса, 2-й Таращанский полк В. Боженко. В её составе первоначально находился также 1-й Червоно-казачий курень  атамана Примакова.
В ноябре 1918 года повстанческий отряд Черняка был переформирован в 3-й Украинский советский полк  (который уже в конце месяца был переименован в 3-й Новгород-Северский). Полк под командованием Черняка входил в состав 1-й дивизии, участвовал в боевых действиях против войск Директории («гайдамаков») и кайзеровских войск, 21 января 1919 года овладел городом Конотоп, затем наступал на Киев.
С апреля 1919 года Черняк — командир 3-й Новгород-Северской бригады, которая 23 мая 1919 заняла город Ровно. Бригада входила сначала в состав 1-й Украинской советской дивизии Николая Щорса, а позже — 44-й стрелковой дивизии РККА.
Погиб Т. В. Черняк 11 августа 1919 года на станции Здолбунов, в штабе красноармейского полка при невыясненных обстоятельствах, во время мятежа подразделения, сформированного из военнопленных Галицкой армии.
Похоронен на родине, в селе Воробьёвка Новгород-Северского района Черниговской области (Украина).

## Память
- В 1952 году в селе Воробьёвка на могиле героя-земляка Т. В. Черняка был открыт памятник, а в 1977 году памятник перенесен к зданию школы, носящей его имя.
- В Новгороде-Северском его именем названа улица; в 1981 году был установлен постамент с его портретом.
- В Новгород-Северском музее «Слово о полку Игореве» находится бронзовый бюст Т. В. Черняка.
- Украинский советский писатель Олекса Десняк посвятил Т. В. Черняку одну из лучших своих книг о Гражданской войне на Украине — роман «Десну перешли батальоны» (1937) и повесть «Полк Тимофея Черняка» (1938).